# Michael Günther
Michael Günther, ps. „Fame” (ur. 6 grudnia 1950 w Berlinie, zm. 26 marca 2014 tamże) – niemiecki basista rockowy (grywał również rhythm and bluesa, muzykę poważną, jazz czy disco), kojarzony głownie z zespołem Agitation Free, którego był współzałożycielem i przez wiele lat jedynym stałym członkiem w całej jego historii (1967–1974, 1998–1999, 2007). Twórca obecnie już archiwalnej strony internetowej na której znajduje się obszerny zbiór szczegółowych informacji i ciekawostek na temat jego działalności.

## Życiorys
Początkowo zmuszony był zmienić szkołę, ponieważ wyrzucono go z Waldschule, gdy był w dziesiątej klasie, choć mimo pewnych problemów z łaciną zdał ją na ocenę 5 (bdb.). Chcąc następnie studiować w Akademii Grafiki, Drukarstwa i Reklamy, przeniósł się do Robert-Bosch-Schule, gimnazjum w Berlinie-Charlottenburgu, gdzie osiągał dobre wyniki w nauce. W wyniku czego pozwolono mu wrócić do liceum. Porzucił pomysł o nauce w Akademii i uczęszczał do Hildegard-Wegscheider-Schule w Berlinie-Grunewald. W latach 1965–1966 grał na basie w licealnym zespole rhythm and bluesowym The Ugly Things,którego członkiem był także gitarzysta Lutz Ludwig Kramer, którzy we wrześniu albo w październiku 1967 roku połączyli siły z dwoma byłymi muzykami działającego w tym samym czasie zespołu The Sentries (początkowo występowali pod nazwą The Tigers), a byli to gitarzysta Lutz „Lüül” Ulbrich i perkusista Christopher Franke. W wyniku tejże fuzji powstał zespół początkowo noszący nazwę Agitation, a następnie Agitation Free, którego był członkiem, aż do końca jego działalności, tj. do listopada 1974 roku, kiedy to uczestniczył w jego imprezie pożegnalnej pod nazwą The Final Reunion. 
Nieco wcześniej, bo 28 września tegoż roku, wystąpił wraz z zespołem (w zmienionym składzie, gdzie z oryginalnego składu pozostał tylko on i perkusista Burghard Rausch) na festiwalu Warszawska Jesień w Warszawie. W dniach 4–27 kwietnia 1972 roku na zaproszenie Instytutu Goethego udał się wraz z zespołem na tournée po Egipcie, Libanie, Cyprze i Grecji. Będąc na miejscu rejestrował na magnetofon różne przypadkowe zdarzenia z tej podróży. Nagrania te zostały później wykorzystane jako efekty dźwiękowe na płycie Malesch (w tym otwierający album grupy utwór pt. You Play For Us Today, który rozpoczynają go słowa pilota: Lecę samolotem, grasz dzisiaj dla nas, umowa?, czy śpiew Egipcjanina, który spontanicznie śpiewał razem z grupą akompaniującą podczas tańca brzucha w namiocie „Sahara City”). 
W latach 70. udzielał się także w innych projektach muzycznych, m.in. w grupie Vox pod kier. prof Heinza Laua, która wykonywała muzykę poważną czy w zespołach rockowych Eruption, Sopwith Camel, gdzie grał także Burghard Rausch, perkusista Agitation Free, a także Os Mundi i dyskotekowy Flyers. Pod koniec działalności Agitation Free wraz z gitarzystą tej grupy, Gustavem Lütjensem zakładał kolejne, tym razem ciążące w stronę jazzu zespoły. 
Pierwszy bez nazwy o płynnym składzie z udziałem perkusisty Haralda Großkopfa, klawiszowca Manfreda Opitza i grającego na saksofonie Klausa Henrichsa z berlińskiej formacji Os Mundi. Epizodem w tym czasie był udział Ulbricha, zaś przez ten skład przewijali się później kolejni muzycy, tj.: Constatin „Bommi” Bommarius (wówczas perkusista w Karthago), nieżyjący już Lou Blackburn (były puzonista Duke'a Ellingtona i lider zespołu w Mombasie), Christian „Bino” Brero (kontrabasista w Berlin Radio Symphony Orchestra, pianista Bernd Gruber (muzyk kościelny oraz jazzowy) i Jochen Bauer (perkusista jazzrockowy w wielu berlińskich formacjach). Kolejny zespół założony z Lütjensem, który działał do końca 1975 roku, nosił nazwę Lagoona i na swym koncie miał trasę koncertową po Danii. Po rozpadzie tej grupy z powodu braku pieniędzy – zaczął wypożyczać sprzęt nagłaśniający – w efekcie nawiązując kontakt z zespołem Nina Hagen Band i z Jimem Rakete. Wszystkie zachowane nagrania obydwy tych składów, ukazały się w 1999 roku na płycie zatytułowanej The Other Sides of Agitation Free. 
Pod koniec lat 70. miał muzyczną przerwę, grając tylko okazjonalnie ze znajomymi w zakładanych naprędce formacjach. W latach 1998–2007 był członkiem reaktywowanego Agitation Free. Pracował również jako programista komputerowy i przez około dwadzieścia lat był także dyrektorem technicznym Berlin Jazz Festivalu.

## Dyskografia Agittation Free z udziałem basisty[3]

### Albumy
- 1972: Malesch (LP, Vertigo – od 2008 na niektórych reedycjach albumu znajdują się bonusy, tj.: Music Factory, utwór nagrany 25 lutego 1972 roku podczas koncertu w Moguncji oraz film wideo pt. Agitation Free At Sakkara, sfilmowany i zmontowany w kwietniu 1972 r. w Kairze)
- 1973: 2nd (LP, Vertigo)
- 1976: Last (LP, Barclay – utwory 1-2 nagrane na żywo w marcu 1973 w Studio Aquarium dla francuskiej stacji radiowej; utwór 3 nagrany na żywo w lutym 1974 dla radia w RIAS Berlin – od 2008 na większości wydań kompaktowych znajduje się dodany jako bonus utwór pt. Schwingspule – nagrany w grudniu 1971 roku podczas koncertu w TU-Mensa w Berlinie)
- 1995: Fragments (CD, Musique Intemporelle – zapis „Final Reunion Concert” z dn. 14 listopada 1974 w Berlinie z wyjątkiem utworu Mediteranean Flight, który został nagrany 19 lipca 1974 roku w Audio Tonstudio w Berlinie – reedycja Garden Of Delights z 2003 roku zawiera dodatkowy utwór z tego samego koncertu, zatytułowany Blues, zaś reedycje kompaktowe wydawnictwa Revisited Records z 2009 zawierają dodany jako bonus utwór pt. Crashlanding, nagrany w grudniu 1971 roku podczas koncertu w TU-Mensa w Berlinie)
- 1998: At the Cliffs of River Rhine (CD, Garden Of Delights – oficjalne wydawnictwo, zawierające nagrania z audycji radiowej WDR, która została wydana nieoficjalnie na winylowym bootlegu pt. At Last ... Is Alive (WDR-Radio Broadcast) na którym jednak brakuje utworu In The Silence Of The Morning Sunrise – reedycja albumu z 2008 roku, która ukazała się nakładem wydawnictwa Revisited Records, tak samo jak jego wersja LP, wydana przez wytwórnię MIG w 2019 – zawiera bonusowy utwór pt. Big Fuzz, który nagrano 16 lutego 1972 roku podczas koncertu w Moers)
- 1999: River of Return (CD, Prudence)
- 2011: Shibuya Nights (Live in Tokyo) (CD, Esoteric Recordings – zapis koncertu zarejestrowanego w lutym 2007 w Tokio)

### Kompilacje
- 2004: Różni wykonawcy – Rolling Stone Rare Trax Vol. 34. Quality Kraut (CD, Rolling Stone)
- 2006: Lüül – Zeitreise (CD, Grundsound)
- 2007: Różni wykonawcy – Krautrock (Music For Your Brain) Vol. 2 (CD, Target Music)
- 2009: Różni wykonawcy – Berlin 61 / 89. Wall Of Sound (CD, Le Son Du Maquis, Le Maquis, France Inter)
- 2013: Różni wykonawcy – Deutsche Elektronische Musik 2 (Experimental German Rock And Electronic Musik 1971-83) (CD Soul Jazz Records)
- 2016: Agitation Free – Last, Fragments & Live '74 (CD, MIG)

## Nagrania składów współtworzonych z Gustavem Lütjensem[3]
- 1999: The Other Sides of Agitation Free (CD, Garden Of Delights – utwory 1-7 zarejestrowano w ERD-Tonstudio w 1974 w Berlinie; zaś utwory 8-10 nagrano w Audio-Tonstudio w 1974 w Berlinie)

## Inne nagrania[3]
- 1979: Flyers – You're My Lady (LP, GoodWill – nagrywano we wrześniu, październiku i listopadzie 1978 roku w Audio Tonstudio w Berlinie)[14][15]
- 1979: Flyers – Disco Motion / Mainline Is Sunshine (SP, Toledo – nagrywano we wrześniu, październiku i listopadzie 1978 roku w Audio Tonstudio w Berlinie)[14][15]
- 1995: Rolf Trostel – Narrow Gate To Life (CD, Musique Intemporelle)
- 1995: Kistenmacher / Grosskopf – Stadtgarten Live (CD, Musique Intemporelle)
- 1995: Günter Schickert – Somnambul (CD, Musique Intemporelle)
- 1995: Nik Tyndall – Voices Of Asia (CD, Musique Intemporelle)
- 1995: Bernd Kistenmacher – Starting Again (CD, Musique Intemporelle)
- 2008: Różni wykonawcy – Liederleute Nord-Ost Süd-West (CD, Bluebird Café Berlin Records)
- 2020: Różni wykonawcy – The Crack In The Cosmic Egg (CD/CD-ROM, Audion Publications)
- 2020: Harald Skorepa - Anthologie (3×CD, Bluebird Café Berlin Records)